# Seyfertova galaktika
Seyfertova galaktika (prema američkom astronomu Carlu Keenanu Seyfertu, koji ih je opisao 1943.) je aktivna galaktika s malom sjajnom jezgrom. Pretpostavlja se da se u središnjem dijelu Seyfertove galaktike nalazi vrlo masivna crna rupa, a oko nje akrecijski disk. Pod kutom od 90° u odnosu na akrecijski disk velikom brzinom izlazi mlaz plina. Od kvazara se razlikuju po tome što im je sjaj znatno manji, a crveni pomak manji u većini slučajeva. U spektru im se ističu proširene emisijske linije. Klasificiraju se s obzirom na to koliko su spektralne linije proširene (što ovisi i o položaju galaktičkog diska u odnosu na smjer prema Zemlji). Izvor emisije elektromagnetskih valova proširenih spektralnih linija su oblaci ioniziranoga plina koji se velikom brzinom (500 do 4000 km/s) gibaju oko njihova središta. Većinom su spiralne galaktike. Najpoznatije su Seyfertove galaktike M77, NGC 1275, NGC 1808, NGC 6251, ESO 97–G13, HE0450-2958 i druge. Slabo su joj uočljivi spiralni kraci. Središte im je gusto, modrikasto i vrlo sjajno. Višak zračenja je u ultraljubičastom i infracrvenom, zbog čega su ove galaktike snažni infracrveni izvori. Jezgra Seyfertove galaktike učestalo mijenja sjaj. Danas je poznato oko dvjesta Seyfertovih galaktika, što je oko 1% broja obližnjih galaktika.

## Aktivne galaktike
Aktivna galaktika je galaktika koja snažno zrači elektromagnetske valove (snažnije nego što je zbroj zračenja svih njihovih zvijezda) zbog procesa koji se zbiva u njihovoj jezgri. Pretpostavlja se da je izvor njihove energije akrecijski disk oko supermasivne crne rupe u središtu, koji emitira rendgensko i drugo visokoenergetsko zračenje. Često se na rotacijskoj osi akrecijskoga diska opažaju izbačaji plina iz jezgre koji mogu biti dugi nekoliko tisuća ili nekoliko stotina tisuća svjetlosnih godina. Aktivne galaktike mogu se podijeliti na blazare, kvazare, N-galaktike, Seyfertove galaktike i radiogalaktike.